# 仲代奈緒
仲代 奈緒（なかだい なお、1973年12月11日 - ）は、日本の女優・歌手である。東京都出身。

## 略歴
- ともにフジテレビのアナウンサーとして同僚だった山川建夫・宮崎総子夫妻の長女として生まれるが、4歳の時に俳優・仲代達矢と演出家・宮崎恭子夫妻の養女となった。宮崎恭子は総子の姉であり、夫妻には子供がなかった。また、実の親である山川・宮崎夫妻は離婚している。
- 1982年、無名塾公演『マクベス』で初舞台。
- 1991年、「きっと忘れない」で歌手デビュー。
- 1996年、NHK大河ドラマ『秀吉』で仲代達矢と共演。
- 2011年より「ねねぷろじぇくと」を立ち上げ、自ら企画、制作、演出を手がけた『大切な人』『ロミオとシラノとジュリエット』を公演した。
- 2015年、母の総子が死去[1]。
- 近年では関西地方を中心に朗読劇『百年目のラブレター』と『大切な人』を毎年上演している。

## 出演

### 映画
- 九転十起の男〜浅野総一郎の青春〜（2006年9月26日、市川徹監督） - サク 役
- 向日葵の丘・1983年夏（2015年8月22日、太田隆文監督）

### テレビドラマ
- 大河ドラマ 秀吉（1996年、NHK） - お吟 役
- 金曜プレステージ 浅見光彦シリーズ26 紅藍の女殺人事件（2007年3月30日、フジテレビ） - 甲戸麻矢 役
- 水戸黄門 第38部 第19話（2008年5月26日、TBS） - おふじ 役

### バラエティ
- みのもんた爆裂77（1997年1月14日 - 3月11日、日本テレビ） - アシスタント
- 南こうせつ夢の時間（読売テレビ）

### ラジオ
- COOL STRUTTIN（エフエム大阪 2016年-） - パーソナリティー

### 舞台
- マクベス（1982年）
- スクルージ（1995年）
- 黄昏のメルヘン
- 42丁目のキングダム
- 森は生きている
- ロミオとシラノとジュリエット（2012年4月）

### 朗読劇
- 大切な人〜私の家族が見た戦争〜（2011年）
- みえないばくだん（2012年）
- 百年目のラブレター（2015年）

### CM
- KDDジャパンダイレクト
- KDDゼロゼロワン
- 山陽スコット・システィ・ソフティ
- 粧美堂 NAF-NAF
- WOWOW日本衛星放送
- モランボン・ジャパン

### 音楽作品
- きっと忘れない（1991年7月、東芝EMI）
- 手の中の星座（1992年5月、東芝EMI）
- 花よ（2000年、日本クラウン）
- 未CD化の楽曲として、NHK『みんなのうた』で1993年8月 - 9月に放送された「サッカーボーイ」（作詞：梅津功、作曲：桑原研郎）がある。